# گانواتا
گانواتا (به لاتین: Ganewatta) یک منطقهٔ مسکونی در سری‌لانکا است که در کورونیگالا واقع شده‌است.